# شوآنگ‌لانگ، هونان
شوآنگ‌لانگ (انگلیسی: Shuanglong, Hunan) یک شهرک در جمهوری خلق چین است که در استان هونان واقع شده است. جمعیت این شهرک در سال ۲۰۱۵ برابر با ۲۹٫۰۰۰ نفر بوده است.